# Batcottero
Il Batcottero è l'elicottero del supereroe Batman.

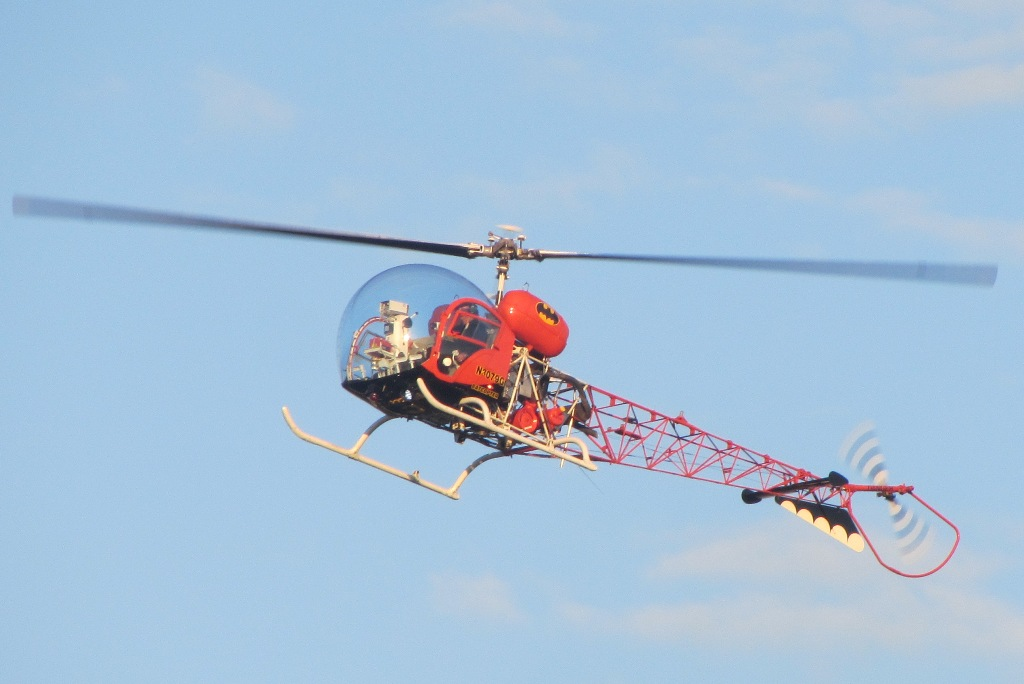
Il Batcottero nel 2013.

## Wayne Aerospace
La branca dell'aviazione militare progettò e costruì dei jet e degli elicotteri da combattimento per il corpo militare degli Stati Uniti. I modelli più noti furono i jet da combattimento W-4 Wraith e gli elicotteri d'attacco Kestrel.

## Whirly-Bat
Il Whirly-Bat era il mini-cottero monoposto di Batman. Era particolarmente rapido e altamente maneggevole. Tuttavia, il peso leggero del velivolo impediva l'introduzione di armi offensive sullo stesso.

## Flying Batcave
Il "Flying Batcave" (letteralmente, Batcaverna volante) era un elicottero gigante con all'interno numerosi apparecchi scientifici della vera Batcaverna, come:
- Una video-sorveglianza panoramica;
- Generatori di nebbia artificiale per eventuali ripari;

Tuttavia, il "Flying Batcave" necessitava di frequenti rifornimenti, riducendo così il tempo necessario al pattugliamento.

## In relazione aBatman(serie televisiva)

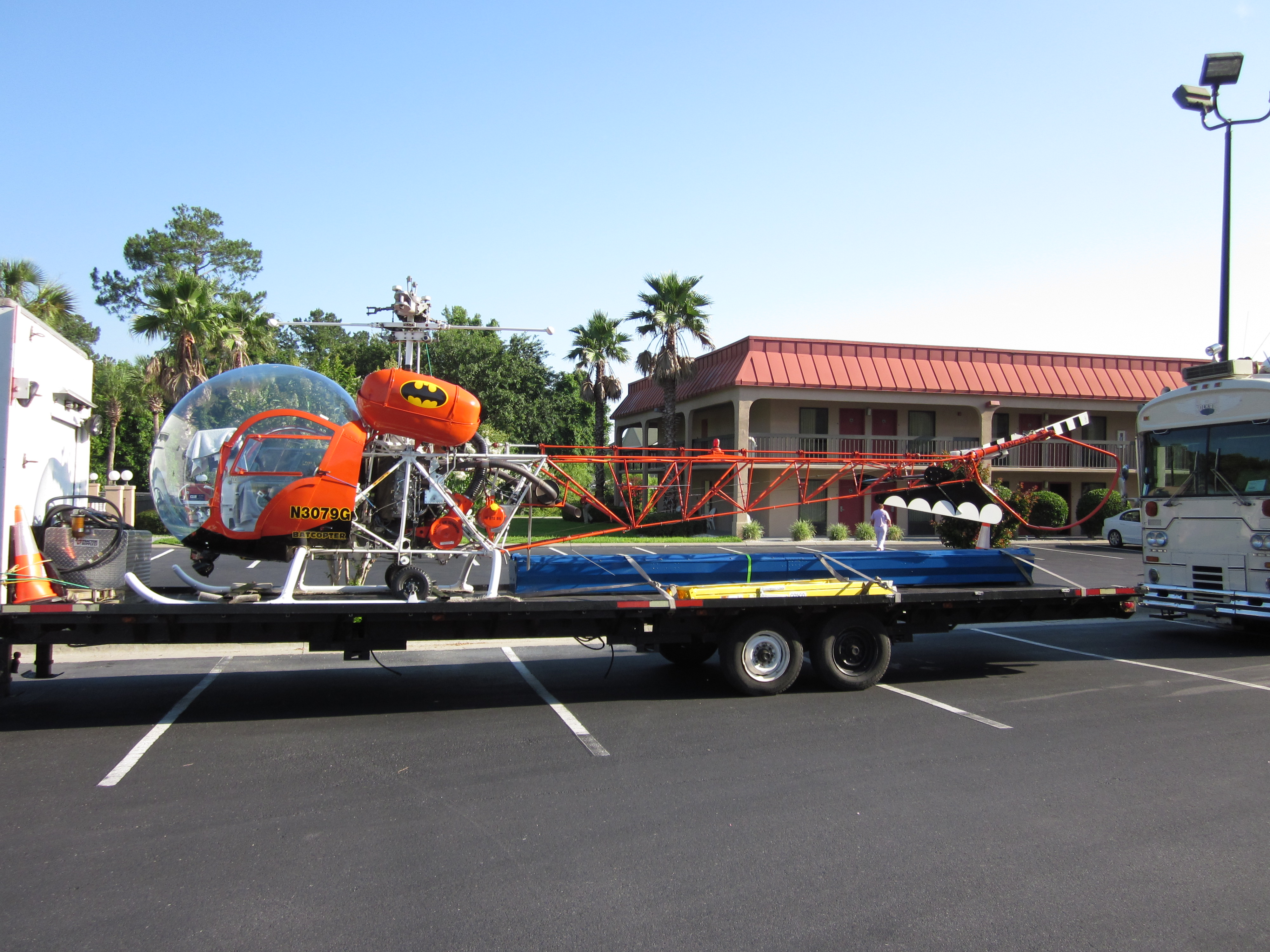
Una replica del Batcottero nel parcheggio di un motel a Lake City, Florida.

### Durante l'affitto
La prima comparsa del Batcottero avvenne nel film Batman del 1966. A differenza della Batmobile, del Batciclo e della Batbarca, non fu pianificato per l'utilizzo anche nella serie televisiva degli anni '60, che non disponeva di un budget sufficiente per la creazione di veicoli elaborati. Mentre gli altri veicoli furono inseriti dalla 20th Century Fox, il Batcottero fu l'unico veicolo in affitto per il film. Costò alla Fox 750 dollari americani al giorno per 5 giorni, dal 7 all'11 di aprile del 1966.
Il Batcottero era un elicottero funzionante fornito dalla National Helicopter Service. Fu basato su un Bell 47, che fu disegnato dalla Bell Helicopter Textron nel 1941. Il Batcottero era un modello G3B-1, che fu utilizzato precedentemente in Torna a casa, Lassie! e nel telegiornale americano ABC News. Per rendere il veicolo più simile a quello adatto ad un supereroe, fu coperto con una tela provvista di fotogrammi tabellari e dipinto di rosso. La testa di un pipistrello fu disegnata sul davanti mentre il simbolo di Batman fu dipinto sui lati. Il cambio di disegno più pericoloso furono le ali, che ne ridussero la potenza quasi del 50%.
Le scene marine con il Batcottero furono registrate a Marineland of the Pacific (un'attrazione turistica marina) a Palos Verde, in California. La maggior parte delle scene furono riprese da relativamente lontano, poiché alla guida del veicolo vi era Harry Haus ad interpretare Batman, e non Adam West. Hubie Kerns indossò il costume di Batman nelle scene di stunt, come nell'arrampicata su una scala di corde attaccata al Batcottero, mentre calciava uno squalo.

### Dopo l'affitto
Quando il Batcottero ritornò alla National, le ali e i tubi furono rimossi. Fu riverniciato per sembrare come tutti gli altri elicotteri e fu utilizzato per vari propositi nel corso degli anni, come comparire durante il Super Bowl del 1968. Infine, la National rimpiazzò i Bell 47 e li vendette. L'elicottero che precedentemente fece da Batcottero fu portato al presidente della NockAir Helicopter, Inc., Eugene Nock, che lo ridipinse e gli re-inserì i vecchi tubi così da poterlo chiamare di nuovo Batcottero. Le ali, tuttavia, non furono re-inserite, data la loro capacità di ridurre la potenza. Il Batcottero fu equipaggiato con nuovi gadget e materiale elettronico, così da poter raggiungere altezze superiori ai 18000 piedi (ca. 5500 m), viaggiare ad una velocità pari a ca. 47 km/h, e stare in volo per più di 2 ore e 45 minuti.

## Giocattoli
La Kenner costruì il Batcottero giocattolo nel 1984 come parte della sua Super Powers Collection. Fu rimesso in produzione in nero e oro nel 1990 come parte della The Dark Knight Collection. Anche la Art Asylum creò una versione del Batcottero per il C3 Set Wave 2 dei Mininates nel 2005. Per il film del 2005 Batman Begins, ci fu un Batcottero giocattolo costruito dalla Mattel. Il set di materiale di Batman della LEGO del 2007 incluse una versione del Batcottero con il Biplano dello Spaventapasseri nel set #7786 Batcopter: The Hunt For The Scarecrow. Ci fu un Batcottero giocattolo prodotto dalla Mattel per il film Il cavaliere oscuro del 2008, e fu venduto sotto il nome di "Attack Copter" (letteralmente "Cottero da Attacco").